# Idaea latifasciaria
Idaea latifasciaria är en fjärilsart som beskrevs av Gustav Heinrich Heydenreich 1851. Idaea latifasciaria ingår i släktet Idaea och familjen mätare. Inga underarter finns listade i Catalogue of Life.